# Cardiosace parilana
Cardiosace parilana är en fjärilsart som beskrevs av Embrik Strand 1917. Cardiosace parilana ingår i släktet Cardiosace och familjen nattflyn. Inga underarter finns listade i Catalogue of Life.